# Kraftwerk Los Quiroga
Das Kraftwerk Los Quiroga (spanisch Central hidroeléctrica Los Quiroga) ist ein Wasserkraftwerk in der Provinz Santiago del Estero, Argentinien. Es liegt etwa 12 km nordwestlich der Stadt La Banda an einem Kanal, der ungefähr 6 km nordwestlich des Kraftwerks vom Río Dulce abzweigt.
Das Kraftwerk wurde 1963 in Betrieb genommen. Die installierte Leistung des Kraftwerks beträgt 2 MW. Die durchschnittliche Jahreserzeugung wird mit 7,7 (bzw. 8, 8,6 oder 11,3) Mio. kWh angegeben. Die Jahreserzeugung schwankt: sie lag 1989 bei 4,3 Mio. kWh und 1983 bei 10,8 Mio. kWh.
Die zwei Kaplan-Turbinen leisten jede maximal 1 MW und die Generatoren jeweils 1,25 MVA. Die Nenndrehzahl der Turbinen liegt bei 150/min. Die Fallhöhe liegt zwischen 4,2 und 5,4 m. Der maximale Durchfluss beträgt 60 m³/s.